# Carl Gandrup
Carl Gandrup (født 13. maj 1880 i Nykøbing Mors, død 1936 i København), var en dansk manuskript- og romanforfatter.
Efter kort tid i typograflære, læste han i stedet til lærer på Blågård Seminarium og underviste som færdiguddannet bl.a. indsatte i Nyborg Statsfængsel.
Gandrup debuterede i 1907 under pseudonymet Henrik Hjarne med novellesamlingen Menneskenes Børn og deres Afguder. Han arbejdede siden hovedsageligt som dramatiker, ofte med temaer fra hans egen samtid med værker som Lazarus, Dybet, Faldne Engle og Falske Nøgler, samt med historiske romaner så som Spotterens hus, om Peter Andreas Heiberg. Han var gift med skuespillerinden Ingeborg Gandrup.

## Udvalgte filmmanuskripter
- 1917 – Skuggan av ett brott

## Hæder
- 1923 Drachmannlegatet
- 1927 Otto Benzons Forfatterlegat
- 1935 Ingenio et arti